# Den svenska högtidsboken
Den svenska högtidsboken har tagits fram för att fylla behovet av alternativa ceremonier för livets högtider. Den ger förslag till och exempel på ceremonier vid välkomst och namngivningsfest för barn, konfirmation, vigsel eller registrerat partnerskap och begravning. För varje ceremoni finns ett rikt urval förslag på lämpliga dikter, texter och sånger (många med noter). Här finns också dikter för begrundan och enskild läsning. Boken kom till i samband med kyrkans skiljande från staten och gavs ut den 28 mars år 2000 i samarbete med Förbundet Humanisterna. Redaktör är Göran Palm och boken har 710 sidor. Medverkande: Sokrates , Ulf Lundell , Harry Martinson, Viktor Rydberg, Sonja Åkesson, Marie Lundquist, Vladimir Oravsky, Hans Alfredson, Carl-Johan Kleberg, Caj Lundgren, Petter Bergman, Mikael Göransson, Bengt af Klintberg, Petter Lindgren, Gunilla Lundgren, Suzanne Osten, Arne Ruth, Bo Strömstedt, Gösta Åberg.